# バーバラ・アン (曲)
「バーバラ・アン」 (Barbara Ann) は、フレッド・ファサートが書いた楽曲。リージェンツ、ザ・ビーチ・ボーイズによる録音で知られている。

## リージェンツのバージョン
1958年にドゥーワップ・グループのリージェンツによって「Barbara-Ann」〔ママ〕として録音されたのが最初である。彼等のバージョンは1961年にリリースされ、Billboard Hot 100 チャートで最高13位まで上昇した。

## ザ・ビーチ・ボーイズのバージョン
アルバム『ビーチ・ボーイズ・パーティ』（1965年）に収録された。リード・ボーカルには、ブライアン・ウィルソンとともに、ジャン&ディーンのディーン・トーレンスが起用されている。アルバム・ジャケットにはトーレンスの名は記されていないが、トラックの最後のところで、カール・ウィルソンが「ありがとう、ディーン (Thanks, Dean)」と言っている。
同年12月に、シングルとして「ガール・ドント・テル・ミー」をB面に収めてリリースされ、Billboard Hot 100 で最高2位まで上昇し、『キャッシュボックス』誌や『Record World』誌のチャートでは首位に立った。イギリスでも1966年1月に3位まで上昇し、ドイツ、スイス、ノルウェーでもチャートの首位に立った。
彼等はその後も、本曲を様々な機会に録音している。パーティーの効果音を含まないバージョンは、アルバム『Hawthorne, CA』に収録されている。『ビーチ・ボーイズ '69 (ライヴ・イン・ロンドン)』では、アンコールで取り上げられている。

### パーソネル
ザ・ビーチ・ボーイズ
- アル・ジャーディン：バッキング・ボーカル、ギター
- ブルース・ジョンストン：バッキング・ボーカル
- マイク・ラヴ：バッキング・ボーカル
- ブライアン・ウィルソン：リード・ボーカル、ベース
- カール・ウィルソン：バッキング・ボーカル、ギター
- デニス・ウィルソン：バッキング・ボーカル

参加ミュージシャン、制作スタッフ
- ハル・ブレイン：「彼の有名な灰皿 (his famous ashtrays)」
- ディーン・トーレンス：リード・ボーカル

### チャート
| チャート                                                    | 最高位 |
| ----------------------------------------------------------- | ------ |
| オーストリア・シングル・チャート                            | 1      |
| ベルギー・シングル・チャート/ウルトラトップ                 | 11     |
| オランダ・シングル・チャート/メハカフツ                     | 17     |
| ドイツ・シングル・チャート/GfK                              | 1      |
| イタリア・シングル・チャート                                | 5      |
| ノルウェー・シングル・チャート/VGリスタ                     | 1      |
| スイス・シングル・チャート/シュヴァイツァー・ヒットパラーデ | 1      |
| イギリス/全英シングルチャート                               | 3      |
| アメリカ合衆国/Billboard Hot 100                            | 2      |

## その他のバージョン

### "Bomb Iran"
1979年のイランアメリカ大使館人質事件の際には、ヴィンス・ヴァンス・アンド・ザ・バリアンツなどが「ボム・イラン (Bomb Iran)」（「イランを爆撃しろ」という意味）という替え歌を歌った。

### バナナ
2013年公開の3Dアニメ映画『怪盗グルーのミニオン危機一発』のプロモーションでは、ミニオンたちが「バナナをモチーフにした替え歌」を「バーバラ・アン」のメロディで歌う動画がネット上で公開され、話題を呼んだ。

### その他
- ジャン&ディーン – LP『Jan & Dean's Golden Hits』[12]（1962年）に収録。
- ザ・フー – EP『レディ・ステディ・フー』（1966年）に収録。
- マルタン・サーカス – フランス語の歌詞による「Marylène」（1975年）。
- ブラインド・ガーディアン – 『フォロー・ザ・ブラインド (Follow the Blind)』（1989年）。